# Cryptocarya oligoneura
Cryptocarya oligoneura är en lagerväxtart som beskrevs av Kostermans. Cryptocarya oligoneura ingår i släktet Cryptocarya och familjen lagerväxter. Inga underarter finns listade i Catalogue of Life.